# Megacles van Syracuse
Megacles (Oudgrieks Μεγακλῆς / Megaklễs) was een Syracusaan, behorend tot een van de voornaamste families van stad.

## Leven

### Afkomst & positie onder Dionysius de Oudere
Megacles werd geboren als zoon van Hipparinus en was een broer van Dion, schoonbroer van Dionysius de Oudere, aan wiens heerschappij hij zijn steun verleende en aan wie hij op een zeker moment toen de tiran eraan dacht er de brui aan te geven, bij hem bepleitte niet de soevereine macht op te geven totdat hij absoluut gedwongen werd dit te doen.

### Onvrede met Dionysius de Jongere
Hij werd echter, net als zijn broer, ontevreden over het bestuur van Dionysius de Jongere, en vergezelde Dion in zijn vlucht uit Syracuse (358 v.Chr.).

### Terugkeer & overname van de macht
Hij nam nadien ook deel aan Dions expeditie naar Sicilië, en toen Dion zichzelf meester had gemaakt van Syracuse, vergezelde Megacles hem tijdens zijn triomfantelijke intrede in de stad. Hij werd vervolgens samen met zijn broer door het volk uitgeroepen tot generaal met absolute macht.
Hierna verdwijnt Megacles uit onze bronnen.

## Referentie
- W. Smith, art. Megacles (1), in W. Smith (ed.), A dictionary of Greek and Roman biography and mythology, II, Boston, 1867, p. 1007.